# Feliks Stawicki

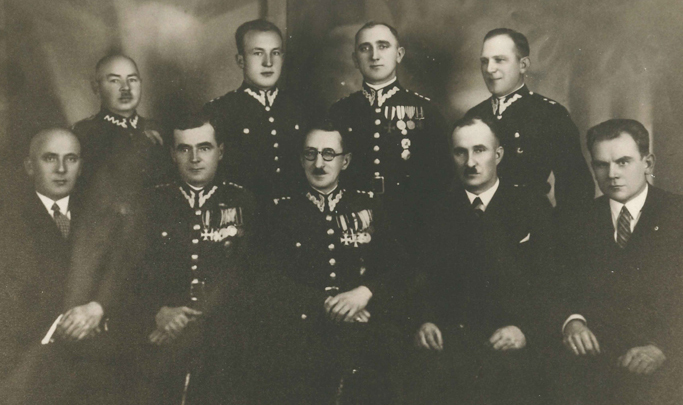
Zarząd Wojskowego Klubu Sportowego Cuiavia (1935). Trzeci od prawej siedzi ppłk Hugo Mijakowski, a czwarty kpt. Jan Stefan Witkowski. W górnym rzędzie stoją od prawej: ppor. Mieczysław Kłosiński, por. Józef Koziński i ppor. Feliks Stawicki.

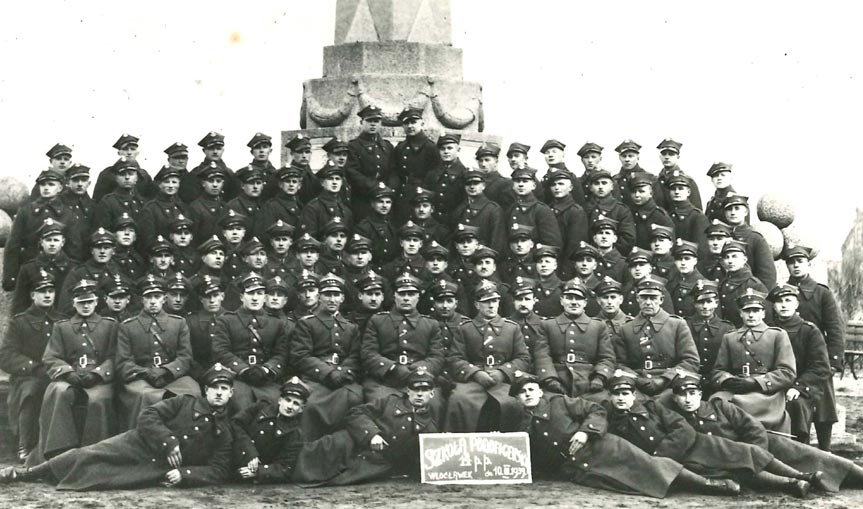
Szkoła Podoficerska 14 pp w 1939 roku. Siedzą od lewej w I rzędzie: ppor. Ziemowit Kuniński, ppor. Mieczysław Nejman, por. Feliks Stawicki, kpt. Józef Rodzeń, płk Franciszek Sudoł, płk Mikołaj Bołtuć, ppłk Władysław Dzióbek, mjr Jan Łobza i ppor. Feliks Matczyński.

Feliks Stawicki (ur. 2 stycznia 1912, zm. 23 lipca 1990) – porucznik piechoty Wojska Polskiego i Polskich Sił Zbrojnych, uczestnik kampanii wrześniowej, kawaler Krzyża Srebrnego Orderu Wojennego Virtuti Militari.

## Życiorys
Urodził się w Płocku jako syn Franciszka (maszynisty na statku żeglugi wiślanej) i Bronisławy Zglinickiej. Od 7 do 14 roku życia uczył się w Płocku w szkole powszechnej. W tym samym mieście zdał w 1931 maturę w Seminarium Nauczycielskim, po czym kształcił się w Szkole Podchorążych Piechoty w Ostrowi Mazowieckiej – Komorowie (przez pierwszy rok przebywał na kursie unitarnym w Różanie).
Zarządzeniem Prezydenta Rzeczypospolitej Ignacego Mościckiego mianowany na stopień podporucznika, ze starszeństwem z dniem 15 sierpnia 1934 oraz 1. lokatą w korpusie oficerów piechoty. Prymus XI Promocji, której absolwentami zostało 412 podporuczników. Na podstawie zarządzenia Ministra Spraw Wojskowych marszałka Józefa Piłsudskiego wcielono go do służby w 14 pułku piechoty z Włocławka. Z dniem 1 września 1934 wyznaczony został na stanowisko dowódcy plutonu w kompanii strzeleckiej.
Na dzień 17 września 1934 pełnił funkcję młodszego oficera w 5. kompanii strzeleckiej II batalionu. W dniu 5 czerwca 1935 zajmował 619. lokatę łączną wśród podporuczników korpusu piechoty (a zarazem 1. lokatę wśród podporuczników ze swego starszeństwa). 21 września 1936 nadal piastował stanowisko młodszego oficera 5. kompanii strzeleckiej 14 pułku piechoty, a na dzień 16 marca 1938 dowodził już tą kompanią (stanowisko jej dowódcy zajmował w zastępstwie od 25 stycznia 1938). Wraz z ppor./por. Mieczysławem Nejmanem prowadził sekcję bokserską Wojskowego Klubu Sportowego 14 pp. W latach 1934-1939 prowadził także sekcję piłki nożnej WKS 14 pp, z którą odnosił liczne sukcesy.
Do stopnia porucznika awansowany został ze starszeństwem z dniem 19 marca 1938 i 27. lokatą w korpusie oficerów piechoty. W maju 1938 wybrano go członkiem zarządu Wojskowego Klubu Sportowego działającego przy 14 pp. W październiku 1938 wziął udział w operacji zaolziańskiej. Dowodził podczas niej 2. kompanią w zbiorczym batalionie wystawionym przez 14 pułk piechoty. Porucznik Stawicki został wyznaczony członkiem Sądu Honorowego 14 Pułku Piechoty na rok 1939. Na dzień 23 marca 1939, pozostając oficerem 14 pp, przebywał na kursie i zajmował 25. lokatę wśród poruczników piechoty w swoim starszeństwie. Po powrocie z kursu piastował stanowisko dowódcy 5. kompanii strzeleckiej w II batalionie 14 pułku piechoty (na tym stanowisku został odnotowany w dniu 26 maja 1939).
Zgodnie z przydziałem mobilizacyjnym objął dowodzenie nad kompanią zwiadu 14 pułku piechoty. Razem z włocławskim pułkiem wziął udział w walkach toczonych na obszarze Pomorza i w bitwie nad Bzurą. 10 września 1939 w okolicach Bedlna został ranny w klatkę piersiową odłamkiem bomby lotniczej. Razem z dowódcą 14 pp, podpułkownikiem Bohdanem Sołtysem, w dniu 12 września 1939 w okolicach wsi Sapy i Strzebieszew podjęli próbę zawrócenia rozwijającego się natarcia własnego II batalionu. Dowódca pułku został wówczas ciężko postrzelony w miednicę, a następnie zastrzelony strzałem w głowę przez niemieckiego dywersanta. 18 września por. Stawicki został lekko ranny w biodro odłamkiem pocisku artyleryjskiego w lasach Stare Budy. Do niemieckiej niewoli dostał się 20 września 1939 we wsi Kamion. W dniu 15 października 1939 został aresztowany przez Gestapo i wywieziony z obozu oficerskiego w Łęczycy. Tego samego dnia przewieziony do więzienia przy ulicy Młyńskiej w Poznaniu, a 15 listopada tr. przeniesiony do poznańskiego Fortu VII. 12 grudnia 1939 zwolniony z rąk Gestapo i przewieziony do oflagu VII B Eichstätt, gdzie otrzymał numer jeniecki 836. Następnie przebywał w oflagu VII A Murnau (numer jeniecki 136). Podczas pobytu w niewoli kształcił się w zakresie wojskowości, języków obcych i ekonomii. Oswobodzony 25 kwietnia 1945.
Po wyzwoleniu został, w końcu czerwca 1945, powołany do służby w II Korpusie Polskim. Wyjechał do Włoch, gdzie otrzymał przydział na stanowisko oficera łącznikowego w dowództwie 16 Pomorskiej Brygady Piechoty, wchodzącej w skład 2 Warszawskiej Dywizji Pancernej (stanowisko to objął prawdopodobnie z dniem 11 lipca 1945 i zajmował na dzień 24 listopada 1945). Następnie pełnił funkcję oficera operacyjnego Brygady. W lipcu 1946 przewieziony na teren Anglii, 9 kwietnia 1947 zgłosił się na powrót do ojczyzny. W dniu 10 lipca 1947 przybył transportem morskim do Gdańska. Początkowo zamieszkał we Włocławku, następnie przeniósł się do Warszawy.
Za walki w kampanii wrześniowej odznaczony został Krzyżem Srebrnym Orderu Wojennego Virtuti Militari przez władze Polskiej Rzeczypospolitej Ludowej (nadanie nastąpiło na podstawie dekretu Rady Państwa z dnia 18 listopada 1971).
26 grudnia 1937 zawarł związek małżeński z Marią Alicją Sieńską (ur. 8 kwietnia 1912 w Płocku, zm. 12 października 2013 w Warszawie).
Feliks Stawicki zmarł w dniu 23 lipca 1990 w Warszawie. Spoczywa wraz z żoną na tamtejszym Cmentarzu Komunalnym Północnym (kwatera: O-I-7, rząd: 4, grób: 7).

## Awanse
- podporucznik (15 sierpnia 1934)[1]
- porucznik (19 marca 1938)[21]

## Ordery i odznaczenia
- Krzyż Srebrny Orderu Wojennego Virtuti Militari (1971)
- Brązowy Krzyż Zasługi (1938)[22]
- Medal Wojska (1946)[22]
- Medal Wojny 1939–1945 (1947)[22]